# Ried im Innkreis
Ried im Innkreis ist eine Stadt im Westen Oberösterreichs mit 12.766 Einwohnern (Stand 1. Jänner 2025) und liegt etwa 80 Kilometer westlich von Linz und 60 Kilometer nordöstlich von Salzburg. Sie ist Bezirkshauptstadt des Bezirks Ried im Innkreis und bildet im Innviertel ein Mittelzentrum. Zudem ist sie das Zentrum des Gerichtsbezirks Ried im Innkreis.
Das um 1140 erstmals erwähnte Ried ist geprägt durch Bürgerhäuser und Wohnplätze im Stil der Inn- und Salzachbauweise. Der einst bevölkerungsreichste Markt Österreichs wurde 1857 zur Stadt erhoben.

## Geografie

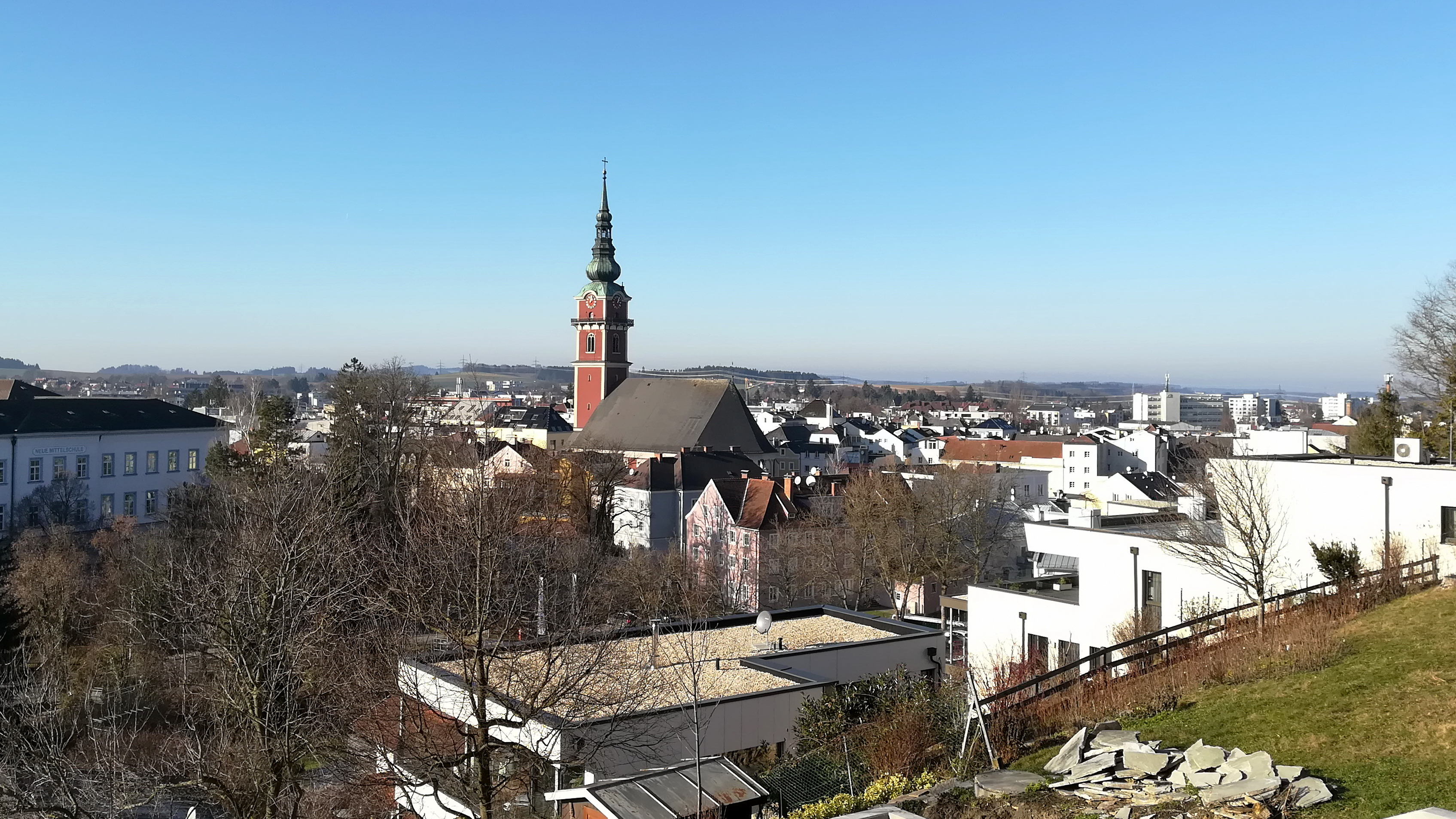
Blick auf Ried im Innkreis mit Pfarrkirche Hll. Peter und Paul

Ried befindet sich inmitten des Innviertler Hügellandes und liegt in einer Bodensenke des Alpenvorlandes nördlich des Hausruckwaldes. Der Name der Stadt leitet sich vom mittelhochdeutschen Riet (auch: Rieth, Reet, Rohr und ähnlich) ab und bedeutet das an Ufern und auf sumpfigem Gelände wachsende Röhricht. Eine solche Stelle, in der das Gefälle der beiden Flüsse Oberach und Breitsach sich verlangsamte und den Boden vernässte, gab der Stadt den Namen. Die beiden Flüsse vereinigen sich im Norden der Altstadt und bilden für 2,6 Kilometer den Rieder Bach, der außerhalb des Gemeindegebietes in die Antiesen mündet. Ried im Innkreis liegt auf 433 Meter Seehöhe. Die Ausdehnung beträgt von Nord nach Süd 3,2 Kilometer, von West nach Ost 3,6 Kilometer. Die Gesamtfläche beträgt 6,7 Quadratkilometer.
Stadtgliederung:
Zur Kernstadt Ried gehören eine Vielzahl meist räumlich getrennter Wohnplätze wie Hauptplatz, Stelzhamerplatz, Kirchenplatz, Marktplatz, Hoher Markt und Roßmarkt und weitere Ortsteile. Die meisten haben eine lange eigenständige Geschichte. Andere sind neue Baugebiete und erhielten einen eigenen Namen, haben aber oftmals keine festgelegten Grenzen. Im Einzelnen gehören zur Kernstadt Riedberg, Bad Ried, Stöcklgras, Kreuzbergsiedlung, Kapuzinerberg, Schloßberg, Hopfenberg, Kleinried, Wegleiten und St. Anna.

### Nachbargemeinden
Die Aufzählung der an die Stadt Ried grenzenden Gemeinden beginnt im Süden und erfolgt im Uhrzeigersinn, in Klammern ist die Entfernung des jeweiligen Ortskerns zum Rieder Stadtkern angegeben: Neuhofen im Innkreis (3,5 Kilometer), Mehrnbach (5,1 Kilometer), Aurolzmünster (5,7 Kilometer), Tumeltsham (2,9 Kilometer) und Hohenzell (5,5 Kilometer). An vielen Stellen ist die flächenmäßig beengte Stadt bereits mit Gebieten der Nachbargemeinden zusammengewachsen.
Geologie:
Geologisch liegt Ried im Westen der österreichischen Molassezone, die 42 % der Landfläche Oberösterreichs einnimmt. Das Gebiet wurde im Jung- und Mitteltertiär gebildet. Zwischen den Alpen im Süden und dem Granithochland im Norden wurde weiches, feinkörniges Schlier abgelagert. Diesem hell bis dunkelgrauen, mergelig bis tonigen Gestein sitzen oft Schotterflächen auf, oft sind sie auch von Sandlinsen durchzogen. Auf das kristalline Grundgebirge stößt man in Ried in 1393 Meter Tiefe.
Klima:
Die Anzahl der Sonnenstunden beträgt rund 1800 pro Jahr, was einer durchschnittlichen täglichen Sonnenscheindauer von etwa 4,93 Stunden entspricht. Damit liegt Ried oberhalb des Mittels von 1550 Stunden in Österreich pro Jahr. Bei der Anzahl der Regentage pro Jahr liegt die Region mit 131 Regentagen unter dem österreichischen Durchschnitt von 138 pro Jahr und mit einer jährlichen Niederschlagsmenge von rund 949 Millimeter außerdem im gemäßigten Mittel Oberösterreichs.
|                        | Jan  | Feb  | Mär  | Apr  | Mai  | Jun   | Jul   | Aug   | Sep  | Okt  | Nov  | Dez  |   |       |
| Mittl. Temperatur (°C) | −1,7 | −0,2 | 4,0  | 7,7  | 13,1 | 15,9  | 18,1  | 17,7  | 13,4 | 8,2  | 2,8  | 0,0  | ⌀ | 8,3   |
| Mittl. Tagesmax. (°C)  | 1,7  | 3,7  | 8,9  | 13,2 | 19,0 | 21,4  | 23,5  | 23,5  | 19,1 | 13,1 | 6,0  | 2,9  | ⌀ | 13    |
| Mittl. Tagesmin. (°C)  | −4,1 | −3,1 | 0,5  | 3,4  | 8,1  | 11,1  | 13,1  | 13,0  | 9,6  | 5,0  | 0,3  | −2,5 | ⌀ | 4,6   |
|                        |      |      |      |      |      |       |       |       |      |      |      |      |   |       |
| Niederschlag (mm)      | 59,0 | 47,7 | 68,6 | 71,8 | 78,2 | 115,7 | 119,2 | 108,8 | 82,4 | 61,5 | 69,7 | 67,2 | Σ | 949,8 |
|                        |      |      |      |      |      |       |       |       |      |      |      |      |   |       |
| Regentage (d)          | 10,9 | 9,2  | 10,7 | 11,3 | 10,8 | 13,7  | 12,2  | 11,4  | 9,7  | 8,5  | 11,4 | 11,4 | Σ | 131,2 |

| −4,1 |

| −3,1 |

| 0,5 |

| 3,4 |

| 8,1 |

| 11,1 |

| 13,1 |

| 13,0 |

| 9,6 |

| 5,0 |

| 0,3 |

| −2,5 |

| −4,1 |

| −3,1 |

| 0,5 |

| 3,4 |

| 8,1 |

| 11,1 |

| 13,1 |

| 13,0 |

| 9,6 |

| 5,0 |

| 0,3 |

| −2,5 |

| N i e d e r s c h l a g | 59,0 | 47,7 | 68,6 | 71,8 | 78,2 | 115,7 | 119,2 | 108,8 | 82,4 | 61,5 | 69,7 | 67,2 |
|                         | Jan  | Feb  | Mär  | Apr  | Mai  | Jun   | Jul   | Aug   | Sep  | Okt  | Nov  | Dez  |

## Geschichte

### Frühzeit
Die Umgebung von Ried war ursprünglich keltisch besiedelt, in Ried selbst gibt es keine archäologischen Funde aus jener Zeit. Im Jahr 15 v. Chr. eroberten die Römer das Innviertel und die Rieder Gegend wurde Teil der römischen Provinz Noricum.

### Mittelalter
Die Geschichte von Ried beginnt im 12. Jahrhundert. Im Traditions- und Schenkungsbuch des Stiftes Reichersberg ist mit Reginger und Wernhard de Riede um das Jahr 1140 erstmals von Riedern zu lesen. Das Gut Riede wurde erstmals 1150 erwähnt. Um 1180 wurden in einer Urkunde zum ersten Mal die Bürger von Riede erwähnt, daraus kann auf eine Siedlungstätigkeit geschlossen werden.
Einer Wappenerklärungssage aus dem 15. Jahrhundert nach wurde 1191 der Müllerssohn Dietmar aus Ried vom Herzog von Bayern Ludwig I. als Dietmar der Anhanger zum Ritter geschlagen und mit ausgedehnten Gütern belehnt. Der Grund dafür war angeblich, dass Dietmar als Teilnehmer beim Dritten Kreuzzug von 1189–1192 den Kampfesmut der christlichen Truppen wieder aufgerichtet hatte. Als bei der Eroberung der Stadt Ikonia die Fahne der Christenheit von den Gegnern zu Fall gebracht worden war, nahm Dietmar seinen Bundschuh, hängte ihn (wie 125 Jahre zuvor Ekkehard I. von Scheyern, der Urgroßvater des Herzogs, auf der Jerusalemwallfahrt 1064/65 mit Siegfried, Gunther, Otto und Wilhelm, seine Bundschuhe mit roten Riemen) als sichtbares Zeichen an seine Lanze und erstürmte mutig die Stadt; unter dieser „Ersatzfahne“ fassten die Kreuzfahrer neuen Mut und schafften es, die Stadt zu erobern. Zur Erinnerung an „Dietmar der Anhanger“ führt seine Heimatstadt bis heute den Bundschuh aus der Sage im Stadtwappen.
1220 wurde Ried als bayerisch-landesfürstliche Burg mit Sitz des Herrengeschlechts der Reginer von Ried erwähnt. Nach dem Aussterben der Herren von Ried um das Jahr 1248 ging das Gebiet in den Besitz der bayerischen Herzöge über. Nur etwa eineinhalb Wegstunden von der Grenze am Geiersberg entfernt, wurde die Grenznähe dem Markt Ried immer wieder zum Verhängnis.
Die von den bayerischen Burggrafen verteidigte Veste Ried wurde 1266 von Ottokar II. von Böhmen und 1307 von Friedrich dem Schönen belagert. Am 24. September 1364 eroberte und zerstörte Rudolf IV. aus Österreich den Markt Ried.
Der Markt wurde anschließend in unmittelbarer Nähe der schützenden Burg, zum Teil sogar im Sumpfgelände des Mündungswinkels von Oberach und Breitsach auf Stützpählen wiederaufgebaut.
Der 1379 abgeschlossene Erste Rieder Vertrag beendete zunächst die Grenzstreitigkeiten zwischen Österreich und Bayern. 1435 erhielt Ried von Herzog Heinrich XVI. aus Bayern ein eigenes Marktwappen verliehen. Eine ruhigere wirtschaftliche Entwicklung konnte nun beginnen, vor allem Leinenweberei und Leinwandhandel wurden bedeutend. 1494 besaßen die Leinweber bereits ein eigenes Zunfthaus, in dem die Waren geprüft und mit Markenzeichen versehen wurden. Man handelte das Rieder Leinen weit über die Grenzen hinaus.

### Neuzeit

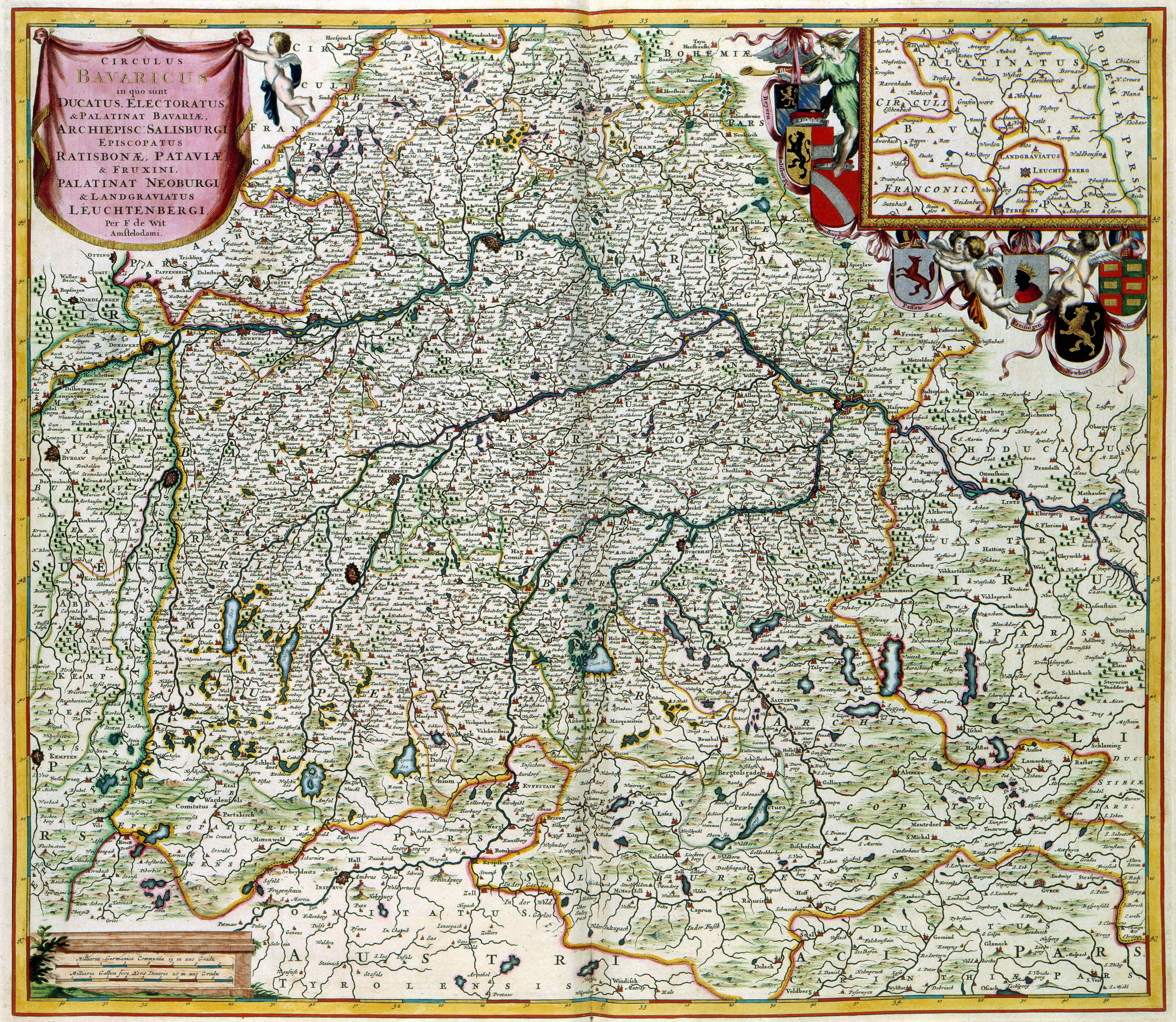
Karte von Bayern 1688

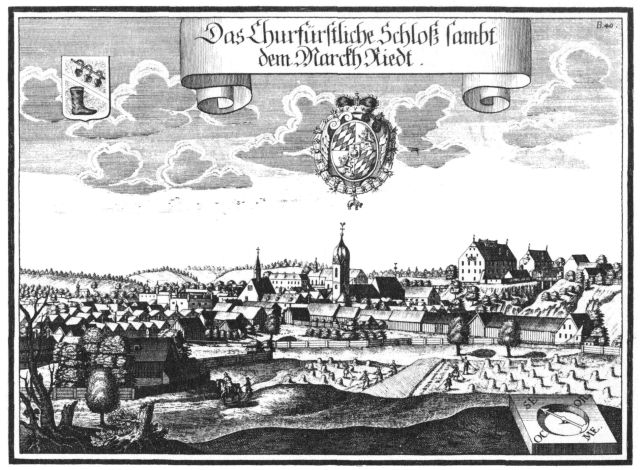
Der Markt Riedt und das Schloss, nach einem Kupferstich von Michael Wening von 1721

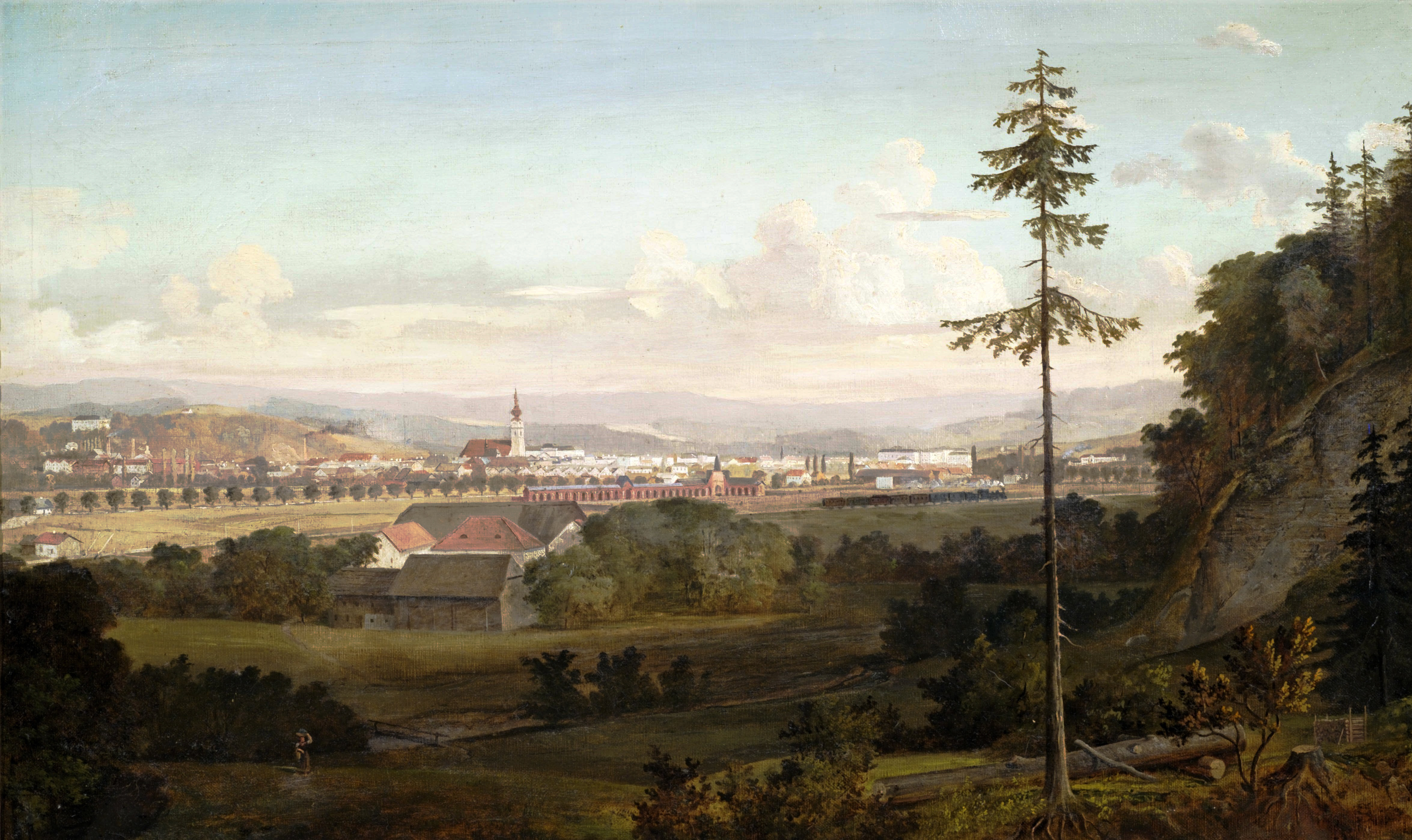
Ried im 19. Jahrhundert

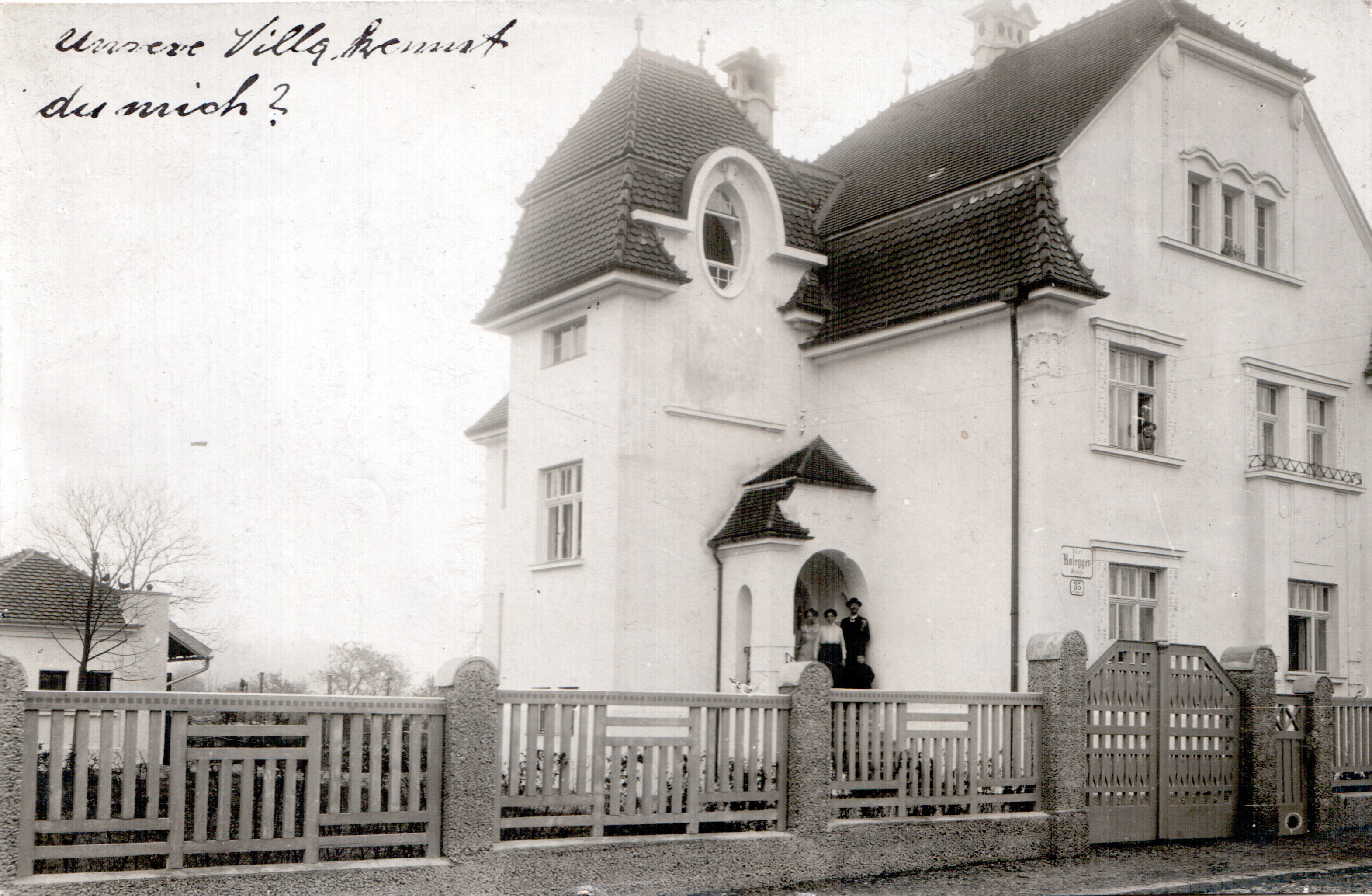
Villa in der Peter Rosegger Str. 35, Aufnahme aus 1914

Seit Gründung des Herzogtums Bayern war Ried bayrisch. Die guten Zeiten, die das Innbaiern unter den bayerischen Herzögen aufblühen ließen, kamen auch Ried zugute. Bedeutende Marktfreiheiten legten den Grund für den bürgerlichen Wohlstand im 15. Jahrhundert. Im 16. Jahrhundert belegen Visitationsberichte den Einfluss der Reformation. Ab 1580 konnte sich die Gegenreformation durchsetzen. In deren Folge kam es zu mehreren Auswanderungen. Während der Bauernkriege war Ried Zufluchtsstätte und Hauptquartier des bayerischen Kriegskommissärs.
1649 suchte die Stadt eine Pestepidemie heim, die 236 Tote forderte.
Die Grenzkonflikte zwischen Österreich und Bayern erneuerten sich im Spanischen Erbfolgekrieg (1701–1714) und im Österreichischen Erbfolgekrieg (1740–1745).
Als die Gegend im Spanischen Erbfolgekrieg durch die Habsburger besetzt wurde, gehörte Ried kurzzeitig von 1711 bis 1714 zur bestehenden Grafschaft Ried des Fürsten Trautson. Erst nach dem Bayerischen Erbfolgekrieg kam das Innviertel und damit auch Ried durch den Frieden von Teschen 1779 zu Österreich. Während der Koalitionskriege fiel es im Jahre 1810 aber wieder erneut an Bayern. Napoleon bezog zweimal in Ried Quartier und entging am 2. Mai 1809 nur knapp einem Anschlag.
Im Zweiten Vertrag von Ried wechselte Bayern am 8. Oktober 1813 die Seiten und trat der Allianz gegen Napoleon bei. Nach dem Vertrag von München kam Ried 1816 endgültig zu Österreich.
1857 wurde der damals größte Markt Österreichs von Kaiser Franz Joseph I. zur Stadt erhoben. Das 1867 erstmals veranstaltete Gewerbliche Ausstellungsfest war der Grundstein zur Entwicklung Rieds als Messestadt.
Beim Anschluss Österreichs marschierten am 12. März 1938 Verbände der deutschen Wehrmacht in Ried ein. Hitler traf auf der Durchreise nach Linz dort ein.
Der langjährige Bürgermeister Rudolf Wilflingseder wandte sich vehement gegen den auch in Ried aufkommenden Nationalsozialismus und wurde bereits kurz nach dem Anschluss Österreichs an das Deutsche Reich als Bürgermeister abgesetzt.
Von den Kampfhandlungen des Zweiten Weltkrieges blieb Ried verschont, erst gegen Kriegsende führten drei kleine Luftangriffe zu geringfügigen Beschädigungen in der Bahnhofsgegend und beim Konvikt St. Josef. Am 3. Mai 1945 marschierten amerikanische Truppen in Ried ein. Der Ort wurde Teil der amerikanischen Besatzungszone im besetzten Nachkriegsösterreich.

### Nachkriegszeit
Die Stadt war überfüllt mit Flüchtlingen, Zwangsarbeitern und befreiten Kriegsgefangenen. Die Einwohnerzahl der Stadt Ried überschritt nach Kriegsende kurzzeitig die Grenze von 33.000. Es herrschte Hunger und Not, dadurch kam es immer wieder zu Gewalttaten und Plünderungen. Die amerikanische Militärverwaltung richtete daraufhin ein Lager für deutsche Militärangehörige ein, zudem gab es im Ort ein Lager für Displaced Persons; dieses Lager 701A leitete ein Team der UNRRA.
Um dem Wohnungsmangel zu begegnen, wurde 1948 die Innviertler Gemeinnützige Wohnungs- und Siedlungsgenossenschaft (ISG) gegründet. Die Bautätigkeit in Ried wurde dadurch stark angekurbelt. Das Lager 701A konnte im August 1949 aufgelassen werden. 1954 wurde Rudolf Wilflingseder aufgrund seiner Amtserfahrung und politisch unbelasteten Vergangenheit von den Rieder Bürgern als Bürgermeister wiedergewählt. Als 1955 mit dem österreichischen Staatsvertrag das Land wieder die volle Freiheit erlangte, verließen die letzten amerikanischen Besatzungssoldaten die Stadt.

## Bevölkerung
85,9 Prozent der Bevölkerung besitzen die österreichische Staatsbürgerschaft. Den stärksten Anteil unter den 14,1 Prozent Nichtösterreichern stellen Bürger aus dem ehemaligen Jugoslawien (36,9 Prozent) dar, gefolgt von Türken (30,3 Prozent) und Afrikanern (2,8 Prozent).
Bevölkerungsentwicklung:
Altersstruktur:
Die Einwohner von Ried sind gegenüber dem Bundesländerschnitt deutlich älter. So sind in Ried 14,1 Prozent der Einwohner jünger als 15 Jahre (Oberösterreich: 18,2 Prozent) und 65,8 Prozent zwischen 15 und 64 Jahre alt (OÖ: 61,6 Prozent). Der Anteil der Einwohner mit mehr als 65 Jahren zeigt dagegen mit 20,1 Prozent fast keine Abweichung (OÖ: 20,2 Prozent).

## Religion
Das Gebiet in und um Ried gehörte ursprünglich zum Bistum Passau. Die Reformation konnte sich nicht durchsetzen, infolgedessen ist Ried über Jahrhunderte hinweg eine überwiegend katholische Stadt geblieben. Bis ins späte 19. Jahrhundert sind in Ried keine Juden bezeugt. In den 1930er Jahren lebten sieben Juden in Ried. Schon kurz nach dem Anschluss Österreichs an das Deutsche Reich war seitens der Staatspolizei die Weisung ergangen, ihre Namen zu melden. In der Reichspogromnacht 1938 wurden die in Ried lebenden Juden inhaftiert. Nach der Freilassung wanderten sie aus. Das „Charlotte-Taitl-Haus“ am Roßmarkt Nr. 29 erinnert mit einer Gedenktafel an die letzte jüdische Bewohnerin in Ried, die im KZ Auschwitz am 16. Oktober 1944 ermordet wurde.
Nach der Volkszählung von 2001 gehören 77,2 Prozent der Einwohner der Stadt Ried der römisch-katholischen Kirche an. Zweitgrößte Religionsgemeinschaft ist der Islam mit 9,5 Prozent der Einwohner. Evangelisch sind lediglich 2,2 Prozent der Einwohner und 8,1 Prozent sind ohne religiöses Bekenntnis.
Neben diesen Glaubensgemeinschaften sind in Ried auch die Evangelikale Freikirche – Freie Bibelgemeinde Ried und die Freie Christengemeinde Ried vertreten, die den staatlich anerkannten Freikirchen in Österreich angehören. Weitere christliche Kirchen in Ried sind die Evangelisch-methodistische Kirche, die Altkatholische Kirche, die Siebenten-Tags-Adventisten und die Neuapostolische Kirche.
Das Gotteshaus der islamischen Gemeinde von Ried befindet sich in der Bahnhofstraße. Die Gemeinde gehört der Türkisch-islamischen Union für kulturelle und soziale Zusammenarbeit in Österreich an.

## Kultur und Sehenswürdigkeiten

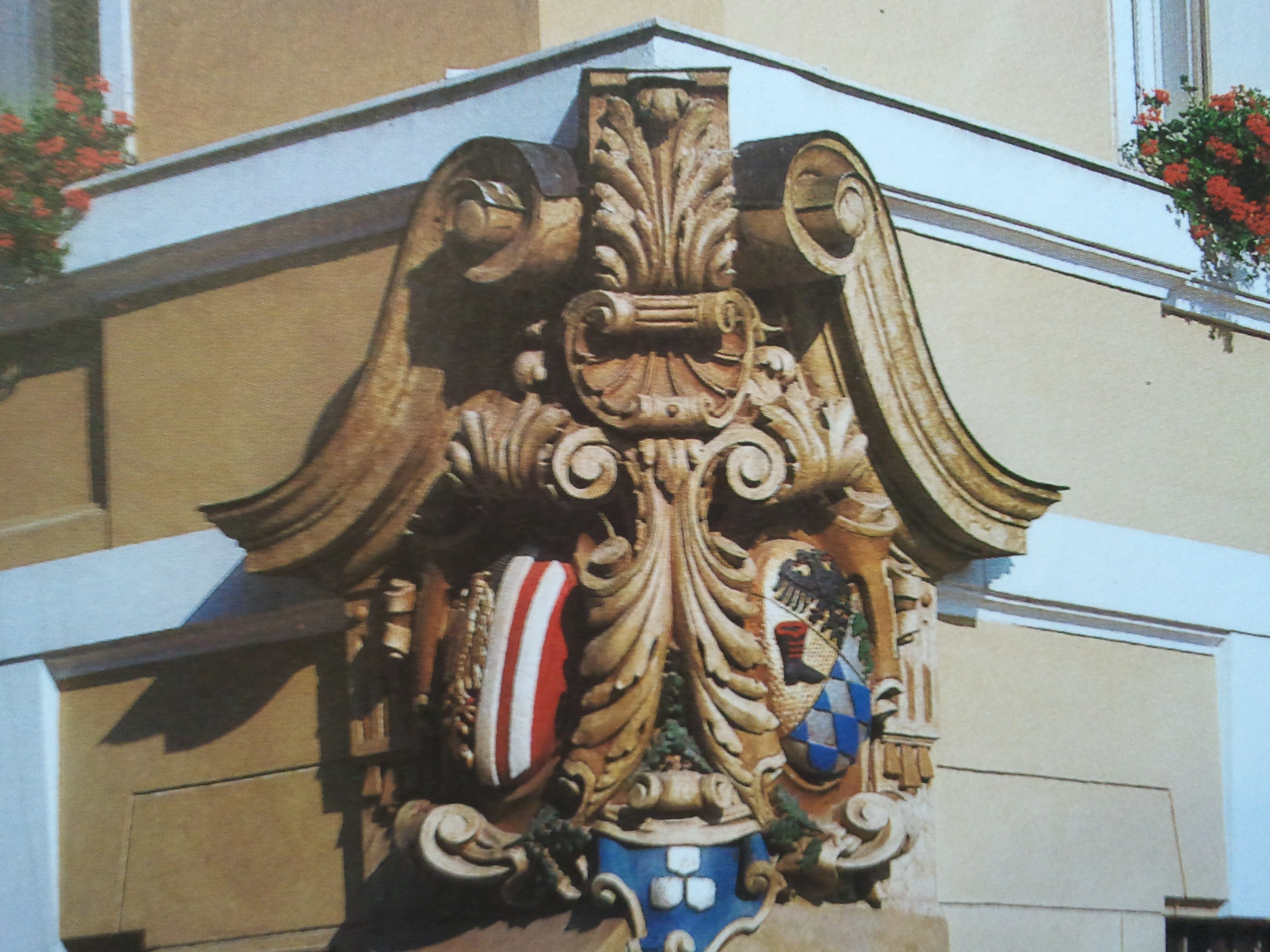
Stadtwappen (rechts) mit dem Wappen von Oberösterreich (links)

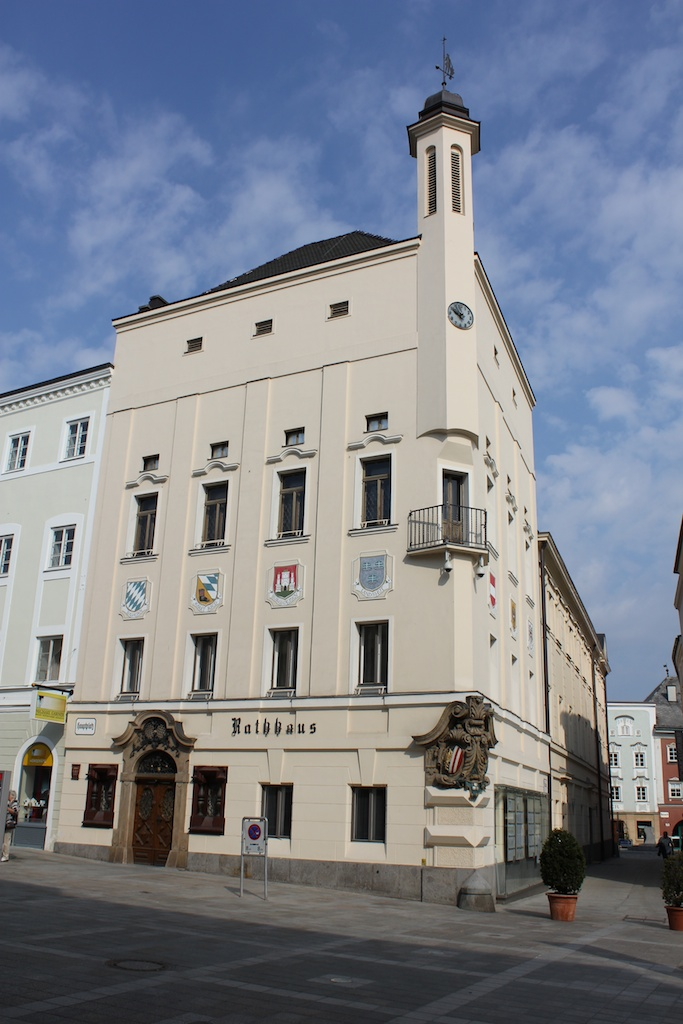
Rathaus am Hauptplatz

### Altstadt
Die historische Altstadt mit ihren alten Plätzen und der Architektur des Inn- und Salzachstils der Bürgerhäuser mit durchwegs gerade geschlossenen Giebelmauern aus dem 19. Jahrhundert, hat ein besonderes Flair. Von den ehemaligen Stadtmauern sind nur noch das Braunauer und das Schärdinger Tor erhalten.

### Rossmarkt
Die seit dem 16. Jahrhundert gebräuchliche Platzbezeichnung rührt von den ursprünglich dort abgehaltenen Pferdemärkten her. Aufgrund des großen Interesses wurden die Pferdemärkte und die traditionellen Festzüge aber schon sehr früh auf den größeren Hauptplatz verlegt. Ein großer Pferdemarkt mit einem Festzug findet jährlich am Osterdienstag statt. Der Rossmarkt war einst an beiden Enden geschlossen, nur ein kleines Schlüpftürl, das bei Nacht zugesperrt und bei Feindes- oder Seuchengefahr sogar vermauert wurde, stellte eine Gehverbindung in den westlichen Vormarkt her. Einzige Ausfahrt war das Schärdinger Tor am Rossmarkt.

### Rathaus
Erstmals 1538 wurde das Rathaus mit dem kleinen Turm erwähnt. An der Außenwand befindet sich neben dem Wappen Oberösterreichs das Stadtwappen. Der Torbogen des Haupteingangs trägt die Jahreszahl 1653; vermutlich wurde damals das gotische Rathaus vollkommen umgebaut. Die Fassade war in dieser Zeit mit Bildern und Sprüchen aus der Gründungssage geschmückt. Es enthielt im Erdgeschoß ein Brotgewölbe, in dem die ortsansässigen Bäcker abwechselnd ihr Brot feilhalten durften, und ein öffentliches Waaggewölbe. Aus dem Bürgerstübl machte man 1791 einen „anständigen Zivilarrest“. 1893 gab der Architekt Raimund Jeblinger dem Gebäude ein romantisches Gepräge, an das heute nur noch wenige Details (Turm, Portal) erinnern. Erhalten geblieben ist der Ratssaal mit der Bürgermeistergalerie und den kaiserlichen Porträts von Maria Theresia, Joseph II. und Franz Joseph I., die auf die historischen Ereignisse der Jahre 1779 (Friede von Teschen) und 1857 (Stadterhebung) hinweisen.

### Schärdinger Tor
Neben dem Braunauer Tor ist das Schärdinger Tor die einzige erhaltene Toranlage der alten Befestigung. Auch Erltor (nach den Erlen am Wassergraben) oder auch Münsterer Tor (wegen der Nachbargemeinde Aurolzmünster) genannt, bildete es die einzige Ausfahrt nach Norden. Bis 1808 kontrollierten marktamtliche Torwächter, die im Obergeschoß des Tores wohnten, den Personen- und Warenverkehr.

### Hauptplatz

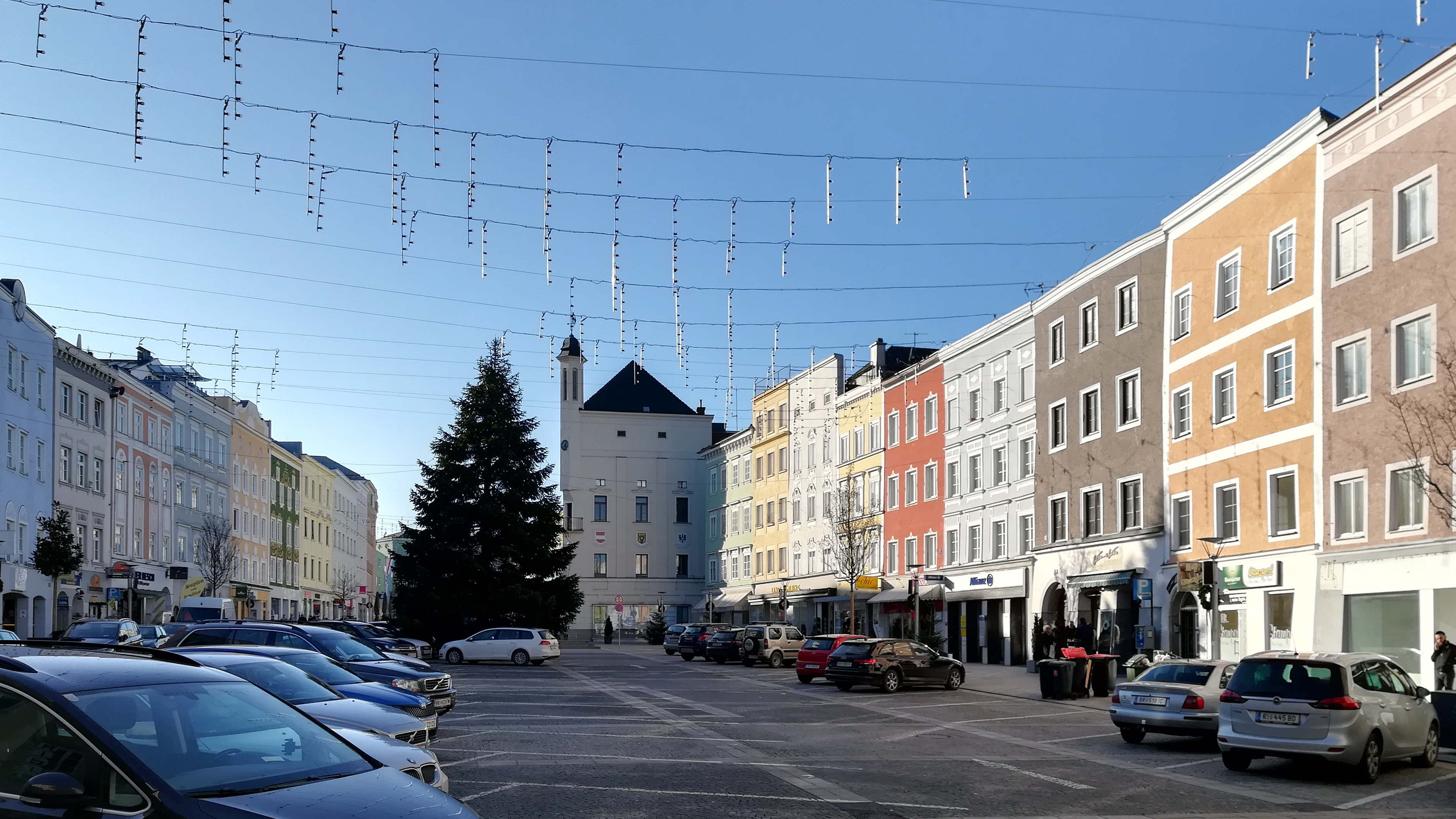
Hauptplatz von Ried

Nach der vollständigen Zerstörung des Marktes 1364 wurde die Neuanlage näher an die Rieder Burg herangerückt. Der stark längsgerichtete, leicht geschwungene Platz weist altbayerischen Saalcharakter auf, die Fassaden der Bürgerhäuser haben gerade Abschlüsse. Ihrer zum Teil noch gotischen oder frühbarocken Kernarchitektur wurden im 19. Jahrhundert großteils neue Fassaden vorgeblendet. Der Marktbrunnen bildet eine optische Zweiteilung. Der untere Teil war stets der Marktplatz. Dort befand sich bis 1872 ein freistehendes Schrannengebäude für den Getreide-, Salz- und Leinwandhandel. Der Rieder Markt war in der Umgebung maßgebend für die Preisgestaltung. Der Großhandel führte bis Wien und Nürnberg. Jeden Dienstagvormittag findet dort der Wochenmarkt statt.

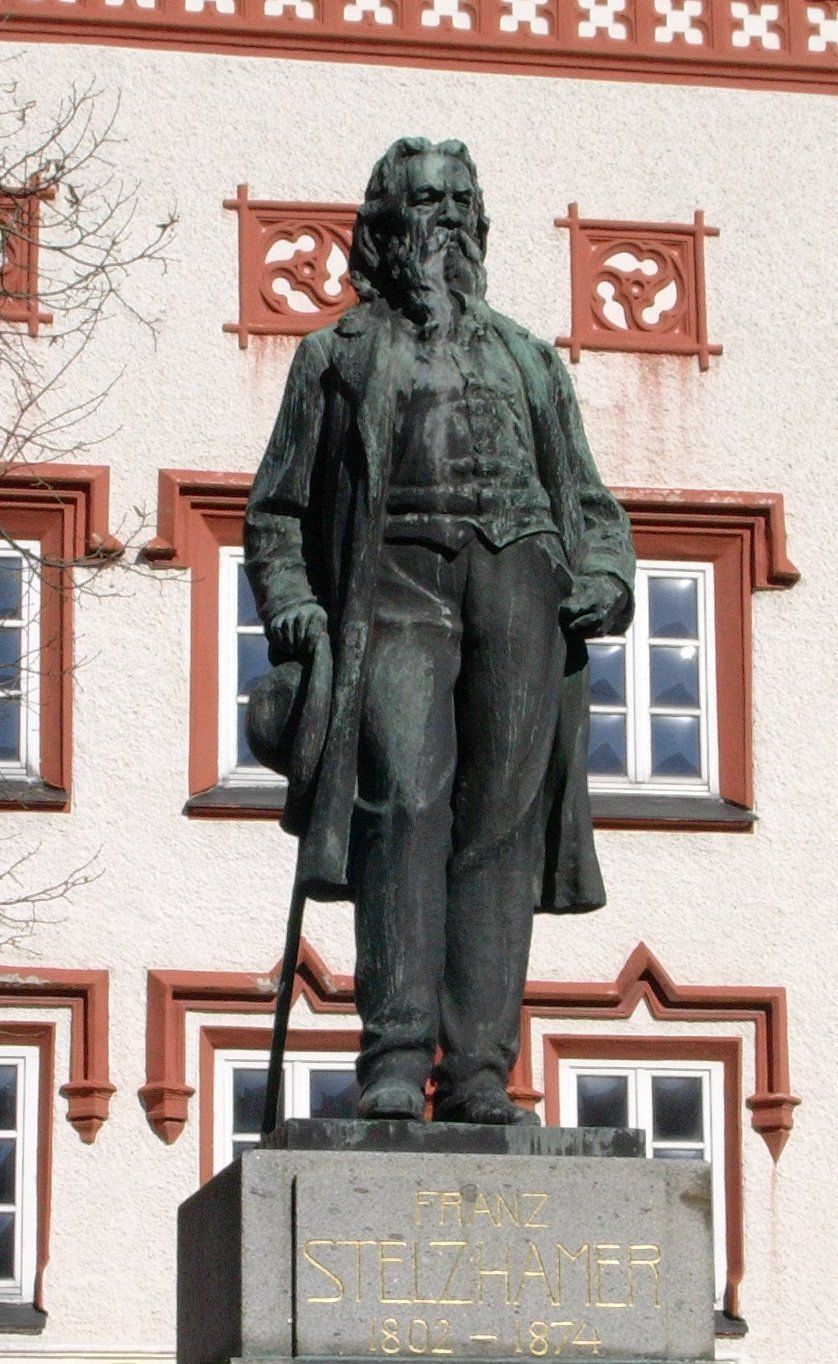
Stelzhamer-Denkmal

### Dietmarbrunnen
Der einstige Schöpfbrunnen wurde durch eine barocke Brunnenanlage ersetzt. Das Standbild Dietmars des Anhangers, des sagenhaften Ortsgründers, wurde vom Rieder Bildhauer und Konkurrenten Thomas Schwanthalers, Veit Adam Vogl, 1665 geschaffen. Die Gründungssage basiert auf einem legendären Ereignis während des Dritten Kreuzzuges (1189–1192). Dabei spielte der bäuerliche Bundschuh als Ersatz der im Kampf verlorenen Fahne eine entscheidende Rolle.

### Stelzhamerplatz
Der Name des Platzes hat sich im Laufe der Zeit oftmals geändert: Am oberen Platz hieß er zuerst, ab 1626 Tandlmarkt (nach den Kramläden an der Westseite), Theaterplatz als die profanierte gotische Spitalskirche als Theater (1892 abgebrochen) Verwendung fand, dann Holzplatz. Wo der Platz heute in die Bahnhofstraße mündet, erhob sich bis 1812 ein mächtiger Rundturm, der sogenannte Pulverturm. Das Haus Stelzhamerplatz 18 erinnert in seiner Schmalheit an die kleinen Kram- und Handwerkerläden, die sich an die westliche Befestigungsmauer anlehnten. Sie gehörten der Marktkammer und wurden gegen einen Jahreszins vermietet. Um 1790 wurden die Läden aufgelassen und die Parzellen verkauft.

### Stelzhamer-Denkmal
1911 wurde dem bedeutenden Dichter Franz Stelzhamer (1802–1874) ein Denkmal gebaut, das der Gmundner Bildhauer Anton Gerhart schuf. In Großpiesenham bei Pramet geboren, lebte Franz Stelzhamer von 1845 bis 1855 in Ried und schrieb dort sein Hauptwerk D’Ahnl. Stelzhamer war auch der Verfasser der oberösterreichischen Landeshymne.

### Bildhauerfamilie Schwanthaler
Die Wurzeln der Bildhauerfamilie Schwanthaler finden sich in Ried. 1632 kam Hans Schwabenthaler, später Schwanthaler, nach Ried, und bis 1838 hatte die Bildhauerfamilie dort ihre Werkstätte. 1669 kaufte Thomas Schwanthaler die „halb gemauerte, halb hölzerne Behausung“ in der Priesterzeile (heute Schwanthalergasse). Das Haus war bis in die fünfte Generation 1838 im Besitz der Bildhauerfamilie. Thomas Schwanthaler fertigte den Hochaltar und die Ölberggruppe der Rieder Stadtpfarrkirche. Zahlreiche Werke der Familie sind bis heute vor allem in Kirchen in Oberösterreich und Bayern sowie im Museum Innviertler Volkskundehaus erhalten.

### Kirchen

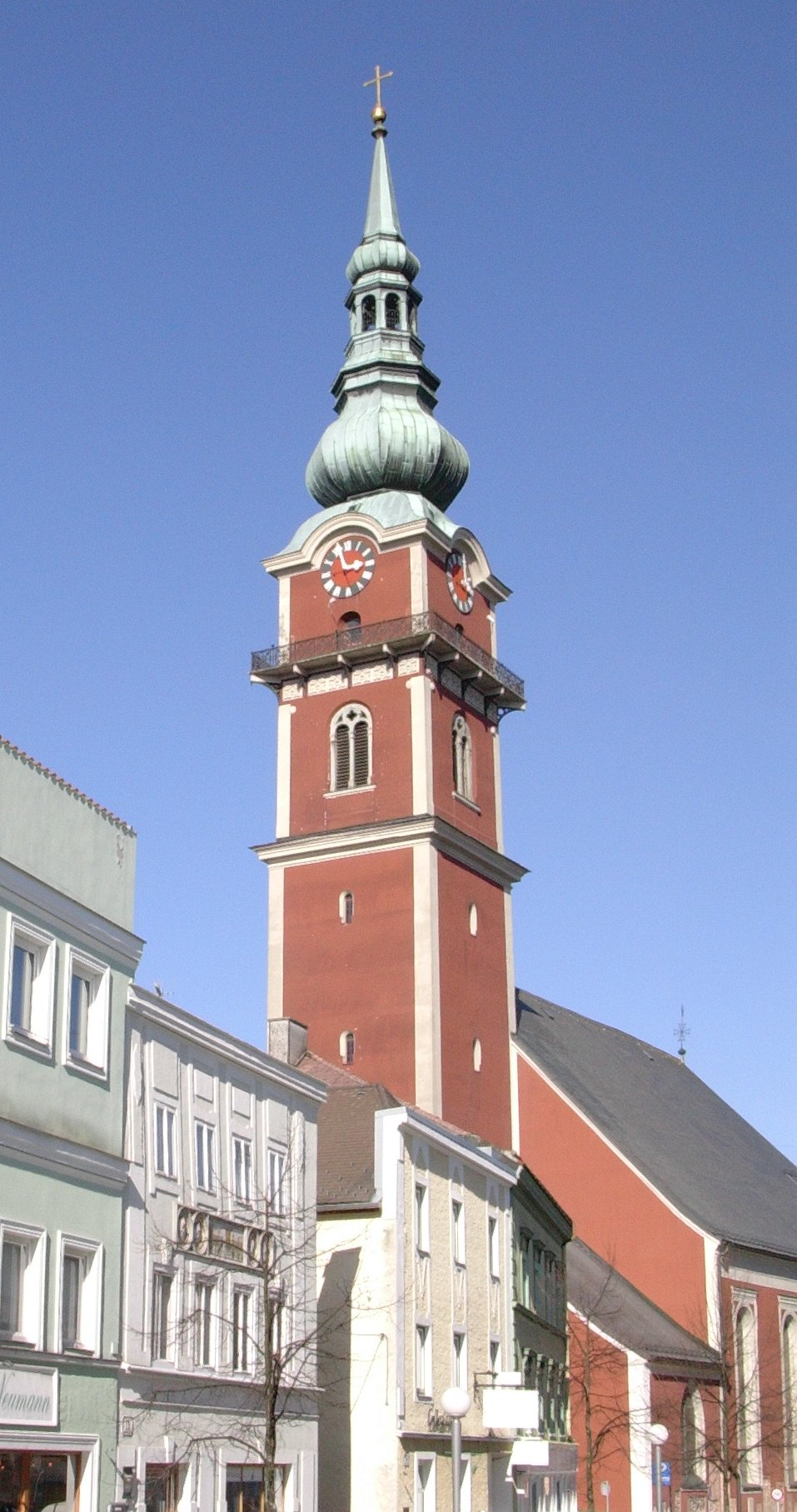
Pfarrkirche Ried im Innkreis

#### Pfarrkirche Ried im Innkreis
Am Kirchenplatz prägt die römisch-katholische Stadtpfarrkirche St. Peter und Paul das Bild der Altstadt. Der ursprüngliche gotische Bau von 1350 ist noch im Turmuntergeschoß und an den Strebepfeilern des Presbyteriums erkennbar. In den Jahren 1720–1734 wurde die Pfarrkirche barock umgestaltet. Das Langhaus wurde abgerissen und neu errichtet, der Chor 1721 barockisiert. Der 73 Meter hohe Kirchturm wurde 1732 fertiggestellt, 1868 im oberen Teil umgebaut und nach einer Sturmkatastrophe 1929 in die heutige Form gebracht. Der weite, tonnenüberwölbte Kapellensaal ist mit einheitlichem Stuck im Régence-Stil versehen. Acht der zehn Seitenkapellen wurden von ortsansässigen Zünften (Leinenweber, Müller, Bräuer, Schuhmacher, Fleischer, Schneider, Tuchmacher, Bäcker) gestiftet. Der Hochaltar samt Tabernakel, der Florianialtar, die Kanzel, die heilige Anna, die Pietá und die berühmte Ölberggruppe stammen von der Bildhauerfamilie Schwanthaler. Bemerkenswerte Grabsteine befinden sich im Kircheninnern und an der südlichen Außenwand.

#### Kapuzinerkirche
Seit 1641 gibt es den Orden der Kapuziner in Ried. Kloster und Kirche wurden 1644 geweiht. Mit der Aufhebung des Klosters durch Joseph II. begann ein bewegtes Schicksal, das während der Franzosenkriege fast zur Sprengung der Kirche führte. Das Gebäude wurde als Munitionsmagazin, dann als Militärspital verwendet und schließlich an einen Bierbrauer verkauft. Erst 1862 kamen die Kapuziner wieder zurück. Die Kapuzinerkirche wurde 1906 und zuletzt 1971/72 umgebaut.

#### Christuskirche
Die Christuskirche ist die Pfarrkirche der altkatholischen Kirchengemeinde und befindet sich seit 1893 in der Bahnhofstraße. Historisch gesehen steht sie auf dem ältesten bewohnten Boden von Ried. Denn das „erste Ried“ befand sich nicht im heutigen Stadtkern; die erste Anlage ist im Bereich der inneren Bahnhofstraße zu finden.

#### St.-Anna-Kirche
Die 'St.-Anna-Kirche' wurde im Jahr 1500 erbaut. Eine Gedenktafel an der Außenmauer bezeugt, dass Ortsansässige die Kirche stifteten. 1852 zogen die Redemptoristinnen in das angeschlossene Gebäude ein. Im darauffolgenden Jahr begann man mit dem Bau eines zweistöckigen Schwesternhauses und bis 1904 wurde ein Klosterkomplex mit Gartenanlage errichtet.

#### Pfarrkirche Riedberg
Die Riedbergkirche wurde 1955/1956 im Neubaugebiet Riedberg errichtet.

### Museen und Gedenkstätten

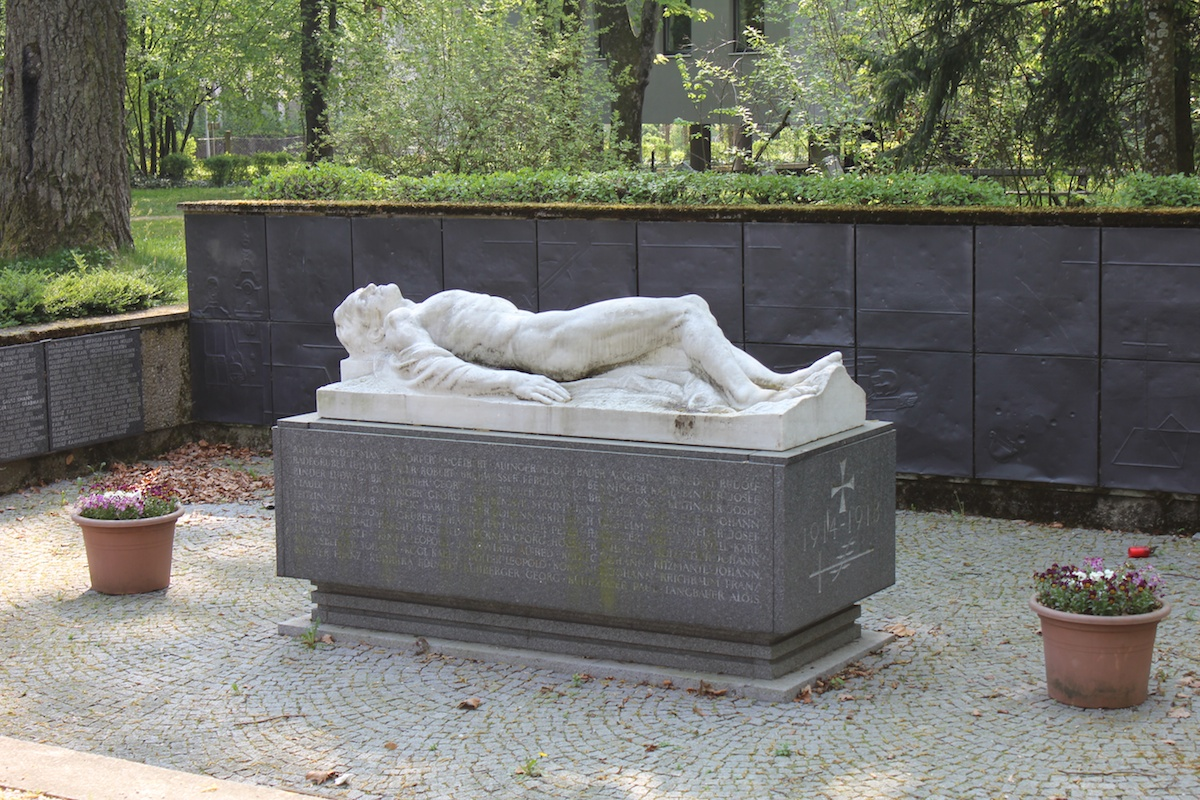
Mahnmal der beiden Weltkriege

#### Museum Innviertler Volkskundehaus
Anfang des 20. Jahrhunderts gründeten einige Rieder Bürger eine Gesellschaft zur Pflege der Rieder Heimatkunde, die sich mit der lokalen Geschichte und Forschungen rund um die Bildhauerfamilie der Schwanthaler auseinandersetzte, und legen damit den Grundstein für das heutige Innviertler Volkskundemuseum.

#### Lern- und Gedenkort Charlotte-Taitl-Haus
Der Lern- und Gedenkort Charlotte-Taitl-Haus am Roßmarkt 29 ist den Opfern von Nationalsozialismus und Faschismus im Bezirk Ried im Innkreis gewidmet. Als Außenstelle des Museums Innviertler Volkskundehaus ist der Lern- und Gedenkort eine Erweiterung der stadtgeschichtlichen Ausstellung. Er wurde im Mai 2017 feierlich eröffnet und ist während der Öffnungszeiten der Stadtbücherei kostenlos zugänglich.

#### Biermuseum
Das Brauwesen hat in Ried eine starke Tradition. Zu Beginn des 18. Jahrhunderts gab es dort 13 Brauhäuser und noch Ende des 19. Jahrhunderts wurden 9 Brauereien genannt. Der Großteil von ihnen wurde später in Gasthäuser umgewandelt. Die Kellerbrauerei gehörte bis zu ihrer Schließung im Jahr 2013 zu den ältesten Brauhäusern des Landes. Eine Hofstatt Im Keller wurde bereits 1446 erwähnt. Heute ist dort ein kleines Biermuseum eingerichtet. Der Braugasthof Zum Kellerbräu ist im Wesentlichen in seiner Substanz des 18. Jahrhunderts erhalten. Die Kellerbräustiege führt auf den Schlossberg und bietet einen reizvollen Eindruck von der Altstadt.

#### Kriegermahnmal
In den 1950er Jahren errichtete die Stadt Ried auf dem alten Stadtparkgelände (Volksgarten) zum Gedenken an die Rieder Opfer der beiden Weltkriege ein Mahnmal.
Soldatenfriedhof
An der Kasernstraße, nahe der Zehnerkaserne, wurde 1968 ein neuer Soldatenfriedhof für 71 Tote des Ersten Weltkrieges und 90 Tote des Zweiten Weltkrieges errichtet.

### Musik
Seit 1958 existiert die Musikschule der Stadt Ried, die ab 1977 von Land Oberösterreich zur Landesmusikschule erhoben wurde und an der heute rund 1200 Schüler von 27 Musiklehrern in 30 verschiedenen Fächern unterrichtet werden. Von 1986 bis 1995 hatte Prof. Karl Geroldinger die Leitung der Landesmusikschule inne. Seit 1995 obliegt diese Prof. Eduard Geroldinger. 1996 wurde in Ried eine Geschäftsstelle der Jeunesse gegründet, deren Ziel es ist, jungen Künstlern Auftrittsmöglichkeiten im Rahmen der Jeunesse-Konzerte zu geben. Der Zusammenarbeit von Rieder Messe und Landesmusikschule verdankt die Internationale Musikfachmesse Music Austria ihre Entstehung, die seit 1990 alle zwei Jahre stattfindet.

#### Kunst im Keller
Der Kulturverein KiK (Kunst im Keller) hat sich seit seiner Gründung 1989 mit mehr als tausend Veranstaltungen (auch politischen) und engagierter Kulturarbeit einen hervorragenden Namen in ganz Österreich erworben. Das Spektrum umfasst Musik (Rock, Alternative, Jazz, bis hin zu „echter“ Volksmusik), Kleinkunst (Kabarett, Satire), Literatur und Theater. Bis einschließlich 2006 zählte das KiK mehr als 131.000 Besucher.

#### Stadtkapelle Ried
Im Jahr 1779 (Innviertel kam zu Österreich) wird erstmals eine Marktmusik erwähnt, in welcher als erster Kapellmeister Herr Gregor Vielweib fungierte. Damit gehört die Stadtkapelle Ried zu den ältesten Musikvereinen im Innviertel. Noch heute ist sie ein wichtiger Kulturträger und umrahmt neben zwei eigenen jährlichen Konzerten zahlreiche Veranstaltungen des öffentlichen Lebens. Seit 1980 nimmt die Stadtkapelle Ried immer wieder an Konzert- und Marschwertungen erfolgreich teil.

### Sport
Die Hauptsportart in Ried ist der Fußball. Der Fußballklub SV Ried mit vereinseigenem Fußballstadion (Innviertel Arena) ist zugleich der größte Sportverein in Ried. Der Verein ist 1995 zum ersten Mal in die Bundesliga aufgestiegen und wurde 1998 zum ersten Mal ÖFB-Cupsieger. 2003 stieg die SV Ried wieder in die 2. Bundesliga ab, schaffte aber schon 2005 den Wiederaufstieg. 2007 wurde die Mannschaft Vizemeister, holte in der Saison 2010/11 den inoffiziellen Titel des Herbstmeisters und wurde am 29. Mai 2011 zum zweiten Mal 2011 ÖFB-Cupsieger. 2011/12 wurde die SV Ried erneut Herbstmeister. 2017 stieg der Verein zum zweiten Mal in die 2. Bundesliga ab. Nach drei Jahren in der 2. Liga gelang 2020 der erneute Wiederaufstieg. 2022 erreichte die SV Ried wieder das Cupfinale. Am Ende der Saison 2022/23 stand der dritte Abstieg in die 2. Bundesliga. In der Saison 2024/25 gelang der dritte Aufstieg in die Bundesliga.
Ergänzt wird das Sportangebot in Ried durch den Verein LAG Genböck-Haus Ried. Die Leichtathletikgemeinschaft setzt sehr stark auf den Breitensport, bringt aber auch immer wieder erfolgreiche junge Sportler hervor. Die LAG Ried organisiert unter anderem den jährlichen Rieder Stadtlauf. Das Alte Rieder Stadion (städtisches Leichtathletikstadion an der Nordumfahrung) ist jährlich Austragungsort des Austria Top-Meetings der Leichtathleten.
Der Turnverein TV Ried 1848 ist einer der ältesten Vereine in Österreich und feierte 2008 sein 160-jähriges Bestehen. In der Rieder Jahnturnhalle war lange Zeit die Bundessturnschule des ÖTB untergebracht. Die Union Ried und die ASKÖ bieten ebenfalls Turnmöglichkeiten.
Von den weiteren zahlreichen Sportvereinen seien folgende genannt:
- die Union Ried mit zahlreichen Sektionen vom Breiten- bis zum Spitzensport, darunter der Union Volleyball-Club UVC McDonald’s Ried (Volleyball), dessen Herren-Kampfmannschaft 2017 den Aufstieg in die Volleyball-Bundesliga schaffte und 2019 sowie 2023 am Meisterschafts-Playoff der besten vier Teams teilnahm; 2020 hätte sich die Mannschaft ebenfalls für das Playoff qualifiziert, dieses wurde aber wegen der Covid-19-Pandemie nicht ausgespielt; weitere Sektionen sind unter anderem Bogenschießen, Badminton, Basketball, American Football, Turnen und Tanzen, außerdem werden auch Yoga, Skigymnastik, Wirbelsäulengymnastik und Fitness-Programme angeboten;
- der Tennis-Club UTC Fischer Ried, dessen Herren- und Damenteams seit den 70er-Jahren immer wieder in der Bundesliga spielen;
- der ASKÖ Ried, der Turnen, Kunstturnen, Kampfsport, Tennis, Schießen, Stocksport und Fitness anbietet;
- der HSV Ried (Heeressportverein) mit Motocross und Enduro, Schießen, Orientierungslauf, Paragleit- und Drachensport;
- der JV Ried (Judo);
- das Radsportteam ARBÖ Ried (Radsport);
- die Innviertel Penguins (der 1. Rieder Eishockeyverein spielte seit der Saison 2010/11 in der Niederbayrischen-Innviertler Hobbypokalliga, stieg im Herbst 2013 in der 3. oberösterreichischen Landesliga in den offiziellen Spielbetrieb des Österreichischen Eishockeyverbandes ÖEHV ein und spielt aktuell in der 2. oberösterreichischen Landesliga);[48]
- der Verein Shotokan Karate-Do Daikoku Ried (traditionelles Karate);
- die Laufgemeinschaft Innviertel (LGI) (Laufsport);
- der Ski-Club Ried (Skifahren);
- die Gladiators Ried (American Football);
- der Freestyleclub Ried (Frisbee);
- der Alpenverein, der auf dem Messegelände eine Kletterhalle betreibt;
- der Schachverein Ried.

Als Anerkennung für die Leistungen ihrer Sportler führt die Stadt Ried seit 1971 jährlich eine Sportlerehrung durch. Dabei erhalten alle Sportlerinnen und Sportler, die entweder in Ried leben oder für einen Rieder Verein antreten und gewisse sportliche Kriterien erfüllen (Titelgewinn bei einer Landesmeisterschaft, Medaillengewinn bei einer Staatsmeisterschaft, Teilnahme an oder Qualifikation für Europa- und Weltmeisterschaften oder Olympische Spiele), einen Anerkennungspreis.
Seit 2009 ist die Sportlerehrung zur jährlichen Rieder Sportgala aufgewertet. Bei dieser Veranstaltung werden zusätzlich der Rieder Sportler, die Rieder Sportlerin, der/die Nachwuchssportler(in), der/die Trainer(in)/Funktionär(in) und die Mannschaft des Jahres ausgezeichnet. Außerdem wird der Sportpreis der Stadt Ried für besondere Verdienste und Leistungen über einen längeren Zeitraum vergeben.

### Freizeit
Als weitere Freizeit- und Sportmöglichkeiten gibt es ein Freibad, ein Hallenbad (das alte Hallenbad wurde 2013 abgerissen, der Neubau an selber Stelle wurde im Februar 2018 eröffnet), eine Eishalle und eine Inlineranlage in der Rieder Skatehalle. Dort findet jährlich mit der Austrian Indoor Challenge ein renommierter Wettbewerb in dieser Sportart in Österreich statt.
In der Innenstadt sind der Haupt- und Stelzhamerplatz in den Sommermonaten beliebte Outdoortreffpunkte für Jung und Alt.
Der im neuen Stadtpark gelegene Spielplatz ist aufgrund seiner Gestaltung bei Kindern beliebt.

#### Radwanderwege
Über 50 Kilometer markierte und beschilderte Radrundwege im Stadtgebiet bieten sportliche Ausflugsmöglichkeiten. Radwanderwege zum Antiesenradweg, Taiskirchnerradweg oder zum Innradweg erfreuen sich größter Beliebtheit. Die Fahrt zum Römerradweg ist zudem eine abwechslungsreiche Tour.

### Regelmäßige Veranstaltungen
- Wochenmarkt: findet am Unteren Hauptplatz dienstagvormittags statt
- Bauernmarkt: findet freitagnachmittags in der Bauernmarkthalle am Messegelände statt
- Mittefastenmarkt: der Mittefastenmarkt findet jedes Jahr nach Lätari (4. Fastensonntag) statt
- Rieder Volksfest: Parallel zur Rieder Messe findet alle zwei Jahre das traditionsreiche 'Rieder Volksfest' statt, seit 2008 wird in den Jahren ohne Rieder Volksfest das Innviertler Oktoberfest am Messegelände veranstaltet.[54]
- Pferdemarkt: jährlich am Mittwoch in der Karwoche veranstaltet die Stadt den traditionellen Pferdemarkt
- Nikolomarkt und Christkindlmarkt: wird jedes Jahr von der Stadt veranstaltet[55]
- Krankenhaustheater Ried: jährlich wechselnde Aufführungen im Stadtsaal Ried durch Mitarbeiter des Krankenhauses der Barmherzigen Schwestern Ried[56]

## Wirtschaft und Infrastruktur
2009 lebten in Ried 5.111 sozialversicherungspflichtig angestellte Arbeitnehmer. Mit 1.124 oder 22 Prozent waren die meisten von ihnen im produzierenden Gewerbe beschäftigt. Im Handelsgewerbe waren 817 Personen (16 Prozent), im Gesundheits- und Sozialwesen 552 Personen (10,8 Prozent) beschäftigt. Außerdem pendelten 2009 täglich rund 10.078 Arbeitnehmer in die Stadt ein und rund 2.010 Arbeitnehmer aus.
Größter Arbeitgeber ist das Krankenhaus Ried der Barmherzigen Schwestern mit rund 1.700 Mitarbeitern.
Insgesamt gibt es in Ried rund 863 Betriebe, von denen 291 im Handelsregister und 127 als Dienstleistungsunternehmen eingetragen sind. Weiters gibt es 90 Sozial- und Gesundheitswesen und 62 Handwerksbetriebe. Den Rest bilden Kleinunternehmen und öffentliche Verwaltung.
Auf industriellem Gebiet sind heute in Ried beispielsweise die Fischer Sports GmbH mit weltweitem Ruf, der Flugzeugkomponentenhersteller FACC AG, die Bio-Möbelfabrik TEAM 7 Natürlich Wohnen GmbH und die auf die Produktion hochtechnischer Anlagen spezialisierte Firma Wintersteiger zu nennen.
Die Stadt beheimatete außerdem zwei Brauereien, welche die lange Geschichte des Brauwesens im Innviertel hochhielten. Die Kellerbrauerei Mitterbucher & Söhne war mit ihrer Gründung im Jahre 1446 die älteste Privatbrauerei Österreichs, bis sie im Jahr 2013 den Betrieb einstellte. Die Brauerei Ried wurde 1536 gegründet und stellt neben Bier auch Limonade her.

### Verkehr

#### Straße
Über die Anschlussstellen Ried im Innkreis und Haag am Hausruck gelangt man auf die Autobahn A 8. Über die B 141 Rieder Straße bestehen Verbindungen in Richtung Osten und Westen, über die B 143 Hausruck Straße in Richtung Norden und Süden.

#### Bus
Im Stadtgebiet versorgen fünf Buslinien den öffentlichen Personennahverkehr mit einem eigenen Citybus, deren Knoten sich im Zentrum befindet. Der Knoten für die 14 regionalen Buslinien befindet sich hingegen seit Ende 2018 neben dem Hauptbahnhof und wird auch von einer Citybus-Linie angefahren.

#### Bahn
Der Bahnhof im Süden der Stadt Ried ist ein Kreuzungspunkt der Innviertelbahn von Simbach am Inn nach Neumarkt-Kallham und des nördlichen Abschnittes der Salzkammergutbahn von Schärding nach Attnang-Puchheim. Beide Strecken wurden als Hauptbahnen errichtet. Deshalb war Ried die erste oberösterreichische Stadt, die einen vollständigen Hauptbahnknoten besaß. Die Strecken dieses sogenannten „Rieder Kreuzes“ werden im Taktverkehr befahren, haben aber mit der Verlagerung des internationalen Verkehrs auf die Westbahn und die Bahnstrecke Wels–Passau schon früh stark an Bedeutung eingebüßt. Die Salzkammergutbahn hält auf dem Rieder Stadtgebiet auch in der Station „Bad Ried“. Diese Haltestelle liegt am nordwestlichen Ende des Messegeländes.

#### Luftverkehr
Der internationale Flughafen Linz ist in 40 Minuten mit dem PKW oder mit der Bahn (mit Umsteigen) zu erreichen, der Flughafen München ist in 2 Stunden und der Flughafen Salzburg in 70 Minuten mit dem PKW zu erreichen. 10 km westlich von Ried liegt der Flugplatz Ried-Kirchheim.

### Öffentliche Einrichtungen
Ried verfügt über ein Finanzamt und ist Sitz des Landes- und Bezirksgerichts. Seit 1937 befanden sich dauerhaft Einheiten des österreichischen Bundesheers und der deutschen Wehrmacht in Ried im Innkreis. Die Kaserne wurde nach dem General der Infanterie Wilhelm Zehner (1883–1938) Zehner Kaserne benannt und beheimatete zuerst das oberösterreichische 17. Infanterieregiment. Nach dem Einmarsch 1938 war dort das Infanterie-Regiment 135 der 45. Infanterie-Division sowie vom März bis Mai 1943 die Panzerjäger-Abteilung 100 der 100. Jäger-Division und ab 1944 die Heeresflakabteilung 277 stationiert. Nach dem Wiederaufbau des österreichischen Bundesheeres kam ab 1958 eine neue Einheit nach Ried, das Feldjägerbataillon 13, das 1963 in Panzergrenadierbataillon 13 umbenannt wurde. Die Rieder Grenadiere zeichnen sich vor allem im Katastrophenschutz und bei den Auslandseinsätzen aus. Derzeitiger Kommandant ist Oberstleutnant Alfred Steingress.

### Gesundheitswesen und Soziales
Der Rettungsdienst wird im gesamten Bezirk Ried vom Roten Kreuz gestellt. In Ried befindet sich die Bezirksstelle, von der aus das Stadtgebiet und die umliegenden Gemeinden betreut werden.
Das Krankenhaus Ried der Barmherzigen Schwestern der Vinzenzgruppe verfügt über 421 Betten auf 18 Abteilungen und ist mit rund 1700 Mitarbeitern der zweitgrößte Arbeitgeber im Bezirk Ried im Innkreis, das Rieder Klinikum war das erste nach Qualitäts- und Wertekriterien (KTQ und pCC) zertifizierte Krankenhaus Österreichs.
Geschichte der Gesundheitseinrichtungen in Ried:
1500 findet sich erstmals die Erwähnung eines Leprosen- und Siechenhauses in Ried. Im Stadtteil St. Anna gibt es 1636 ein Lazarett mit 24 Betten für Durchreisende und Soldaten und wird 1846 in eine Krankenanstalt umgewandelt und steht somit auch der Stadtbevölkerung zur Verfügung.
Ab 1855 übernehmen die Barmherzigen Schwestern die Pflege im Städtischen Krankenhaus.
Die Stadtgemeinde erwirbt 1902 die Burganlage am Schlossberg, nachdem die Bezirkshauptmannschaft auf den Hauptplatz übersiedelte.
Im gleichen Jahr erfolgt die Übersiedelung der Krankenpflege auf den Schlossberg und ist die Geburtsstunde des Krankenhauses in Ried. 1954 wird das Spital von den Barmherzigen Schwestern von der Stadt Ried gekauft. Von 1956 bis 1977 erfolgen zahlreiche Renovierungs- und Ausbauarbeiten. Durch weiteren Umbau verschwindet 1978 die Alte Burg allmählich und es entsteht an deren Platz die Krankenpflegeschule. 1997 beginnt die Errichtung einer Palliativstation. 2009 erfolgt der Spatenstich des OP- und Ambulanzgebäudes mit Notaufnahme und Tiefgarage die Ende 2012 abgeschlossen ist.
Der Sozialhilfeverband Ried im Innkreis ist Träger von zwei Alten- und Pflegeheimen mit je 119 Bewohnerplätzen in Ried. Die Lebenshilfe mit Tagesheimstätte betreut und fördert Menschen mit Behinderungen in dieser Region. Das Frauenhaus Innviertel mit Sitz in Ried bietet Schutz für bedrohte und misshandelte Frauen. Die Volkshilfe und die Caritas bieten neben mobiler Pflege für Alte und Kranke auch ein umfangreiches Dienstleistungs- und Beratungsangebot für sozialschwache Menschen an.

### Schulstadt
Die Entwicklung zur Schulstadt begann mit dem Bau des Gymnasiums im Jahre 1872. Heute befinden sich in Ried drei Volksschulen, eine Sonderschule mit vier Volksschulintegrationsklassen, eine alternative Schule (Bildungswerkstatt Knittlingerhof – in Hohenzell), zwei öffentliche Hauptschulen, eine private Mittelschule der Franziskanerinnen von Vöcklabruck, ein Bundesoberstufenrealgymnasium, ein Bundesgymnasium und Bundesrealgymnasium.
Weiterhin gibt es je eine Berufsschule für gewerbliche und für kaufmännische Lehrberufe, eine Bundeshandelsakademie und Bundeshandelsschule, eine Höhere Bundeslehranstalt (HBLA) und Fachschule für wirtschaftliche Berufe, eine Höhere technische Lehranstalt (HTL) für Maschineningenieurwesen, eine Bundeslehranstalt für Kindergartenpädagogik mit Übungskindergarten, eine Akademie für Physiotherapie (BFI), eine Gesundheits- und Krankenpflegeschule der Barmherzigen Schwestern am Krankenhaus Ried (Vinzentinum Ried im Innkreis), eine Landesmusikschule und eine Turnschule (Jahnturnhalle) des Österreichischen Turnerbundes.

### Messestadt
Die Stadt ist ebenfalls ein bedeutender Messestandort: Die Rieder Messe ist über die Grenzen Österreichs hinaus bekannt. Das Erste landwirtschaftliche Ausstellungsfest im Oktober 1867 war ihre Geburtsstunde. Veranstalter waren ein landwirtschaftlicher Verein, die Stadtgemeinde und ein Bürgerkomitee. Die Leistungsschau mit Volksfest wurde in regelmäßigen Abständen an der Dechantwiese im Bereich der heutigen Promenade veranstaltet. Als der Platz an der unteren Promenade zu klein wurde, übersiedelte man 1895 auf das heutige Gelände nahe der Eisenbahnhaltestelle Bad Ried und suchte weitere Nutzer für die Rieder Messe.
Im Frühjahr 1929 erfolgte die Umstellung von der Innviertler Hausmesse auf die Österreichische Landwirtschaftsmesse und die Stadtgemeinde wurde alleiniger Träger. In der Zeit des Nationalsozialismus fanden keine Messen statt.
Die immer größer werdende landwirtschaftliche und gewerbliche Ausstellung wurde ab 1953 als Internationale Österreichische Landwirtschaftsmesse geführt. Zwei Jahre später fand die größte Fleckviehausstellung statt, die es in Österreich je gab. 1973 wurde der überdachte Messebereich mit weiteren Hallen erweitert und der ORF war erstmals mit einem eigenen Messeradio vertreten. Die Erste Internationale Musikfachmesse fand 1989 statt und wurde 2010 als Music Austria die größte Musikmesse Österreichs.
2003 erfolgte der Neubau eines Veranstaltungszentrums mit dem Keine Sorgen Saal. Anfang 2012 wurde die Rieder Messe in eine GmbH umgewandelt.
Sie steht national in Konkurrenz zu anderen, größeren Standorten wie Wels und Salzburg und muss sich in einem engen Markt behaupten. Zu den wichtigsten Messen in Ried zählen heute die alle zwei Jahre stattfindende Internationale Landwirtschaftsmesse (Herbstmesse), die besonders mit ihren Zuchtviehausstellungen ein wichtiger Treffpunkt der Landwirtschaft ist, die ebenfalls alle zwei Jahre durchgeführte Musikmesse Music Austria, die Messe Haus & Bau sowie die jährliche Sport & Fun.
Mit einer Gesamtfläche von 149.000 m², bestehend aus 119.000 m² Freifläche und 30.000 m² Hallen, gehört das Messegelände im Westen der Stadt zu den größten in Österreich.

### Medien
In Ried enthalten von Montag bis Mittwoch sowie am Freitag die Oberösterreichische Nachrichten die Innviertler Nachrichten, am Donnerstag liegt die Rieder Volkszeitung bei. Als regionale Wochenzeitungen erscheinen die Tips Ried, die BezirksRundSchau Ried und Unser Magazin (Mediaprint). Zwei lokale Fernsehsender berichten aus der Region über den Fernsehsatelliten Astra: HT1 Innviertel strahlt sein wöchentliches Innviertel Magazin täglich mehrere Stunden über die Frequenz von „LT1 – OOE“ aus, TV1 Innviertel auf dem Kanal „TV1 OÖ“.

## Politik
Der Gemeinderat hat 37 Mitglieder.
- Mit den Gemeinderats- und Bürgermeisterwahlen in Oberösterreich 2009 hatte der Gemeinderat folgende Verteilung: 18 ÖVP, 8 SPÖ, 7 FPÖ und 4 GRÜNE.
- Mit den Gemeinderats- und Bürgermeisterwahlen in Oberösterreich 2015 hatte der Gemeinderat folgende Verteilung: 15 ÖVP, 10 FPÖ, 7 SPÖ, 4 GRÜNE und 1 NEOS.
- Mit den Gemeinderats- und Bürgermeisterwahlen in Oberösterreich 2021 hat der Gemeinderat folgende Verteilung: 14 ÖVP, 8 SPÖ, 7 FPÖ, 5 GRÜNE, 2 MFG und 1 NEOS.[74][75]

### Bürgermeister
- 1899–1912: Hans Winter, nach ihm ist der Hans-Winter-Weg benannt
- 1912–1919: Friedrich Thurner
- 1919–1929: Hans Leitgeb
- 1929–1938: Rudolf Wilflingseder
- 1938–1945: Rudolf Pospischek
- 1945–1945: Wilhelm Soukop, nach ihm ist der Wilhelm-Soukop-Weg benannt
- 1945–1954: Adolf Matulik, nach ihm ist seit 2006 die Adolf-Matulik-Straße benannt
- 1954–1958: Rudolf Wilflingseder
- 1958–1967: Adolf Matulik
- 1967–1979: Franz Fruhstorfer (SPÖ)
- 1979–1991: Günther Hummer (ÖVP)
- 1991–1994: Günther Nagele (SPÖ)
- 1994–2021: Albert Ortig (ÖVP)
- seit 2021: Bernhard Zwielehner (ÖVP)

### Wappen
Das Wappen der Stadt wurde nach der Stadterhebung am 16. März 1859 verliehen.
Blasonierung: Schräg geviert; oben in Gold ein schwarzer Doppeladler mit ausgeschlagenen, roten Zungen; unten von Silber und Blau schräggerautet; rechts (heraldisch; vom Betrachter aus gesehen links) in Gold ein schwarzer, rot gesäumter, einwärts gestellter Bundschuh mit drei roten Riemen und goldenen Spangen; links (vom Betrachter aus gesehen rechts) in Silber ein naturfarbener (brauner), aufrecht gestellter Ast mit drei grünen, einwärts gebogenen Blättern.
Das Stadtwappen ist viergeteilt. Das oberste Viertel zeigt einen Doppeladler und verdeutlicht die Zugehörigkeit zu Österreich. Das untere Viertel enthält die „bayerischen Wecken“, weiß-blaue Rauten, und zeigt damit an, dass die Stadt ursprünglich zu Bayern gehörte. Im linken Viertel steht ein Schnürstiefel. Er war bereits im früheren Marktwappen von Ried (seit 1435) enthalten und spielt auf die Gründungslegende von Ried im Innkreis an.
Beschreibung des Rieder Stadtwappens aus der Stadterhebungsurkunde vom 16. März 1859:

„Nachdem Seine k.k. Apostolische Majestät mit allerhöchster Entschließung vom 20. November 1857 den Markt Ried im Innkreise Oberösterreichs zu einer Stadt allergnädigst zu erheben geruht haben, so wird über diesen allerhöchsten Gnadenakt der Stadtgemeinde Ried hiermit zu ihrer Legimitation die gegenwärtige Urkunde mit dem Beifügen ausgestellt, daß dieselbe auch berechtigt ist, das nachfolgend in Farben dargestellte u. nebenstehend beschriebene Wappen zu führen, welches jedoch ohne eine besondere dießfällige Bewilligung nicht geändert werden darf. Ein mittelst eines schwarzen Fadens schräg gevierteter Schild. Im oberen mittlerem goldenen Felde ein schwarzer Doppeladler mit ausgeschlagenen rothen Zungen. Das mittlere untere Feld von Blau und Silber geweckt, mit zwei vollen blauen Wecken. Im goldenen Seitenfelde zur rechten ein schwarzer roth gesäumter Bundschuh mit drei rothen Schließen, und goldenen Spangen, nach Einwärts gestellt. Mit dem silbernen Seitenfelde zur Linken, ein brauner Ast mit drei grünen einwärts gebogenen Blättern pfahlweise aufgestellt. Den Schild umgibt eine goldene Arabesken-Einfaßung.“

### Gemeindepartnerschaften
- Landshut in  Deutschland: Nur 106 Kilometer Luftlinie sind die Städte Landshut in Deutschland und Ried voneinander entfernt. Als am 5. Oktober 1974 die Partnerschaft geschlossen wurde, war dies der Beginn einer Freundschaft der kurzen Wege und ohne Sprachbarrieren. Die im Boden eingelassenen Bronzeplatten vor dem Rieder und Landshuter Rathaus erinnern an das Zeichen der Partnerschaft, das von den beiden Städten ausgetauscht wurde.